# Gliosarkom
Das Gliosarkom ist ein seltener, äußerst bösartiger (maligner), hirneigener Tumor. Er weist wie das ihm ähnliche Glioblastom Ähnlichkeiten mit den Gliazellen (Astrozyten) auf. Als Variante des Glioblastoms wird das Gliosarkom wegen seiner sehr schlechten Prognose in der WHO-Klassifikation der Tumoren des zentralen Nervensystems als Grad 4 eingestuft.

## Epidemiologie
Das Gliosarkom ist eine seltene Neoplasie, auf etwa 50 Glioblastome kommt einer dieser Tumoren. Dies bedeutet, dass auf eine Million Einwohner nur etwa alle zwei Jahre ein Neuerkrankungsfall kommt (Inzidenzrate 0,05/100.000).

## Pathologie

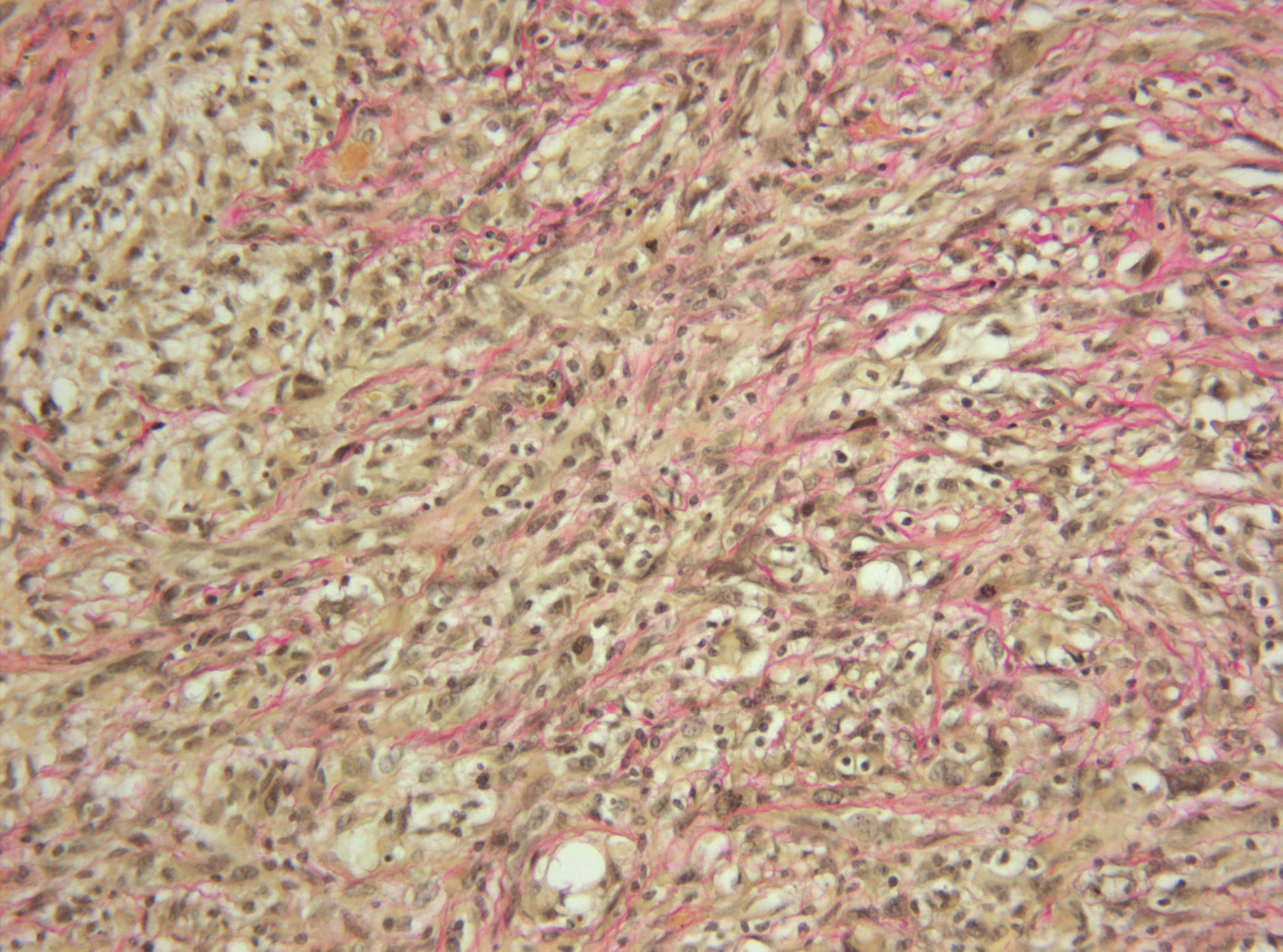
Histopathologie des Gliosarkoms mit spindeligen Zellzügen und Bildung von Bindegewebe (Desmoplasie), hier in der Elastika-van-Giesson-Färbung rot angefärbt. Vergrößerung 200x

Definitionsgemäß weist es eine hohe Verwandtschaft mit dem Glioblastom auf, besitzt aber neben der glialen Komponente (diese weist meist eine astrozytäre Differenzierung auf) einen sarkomatösen (Bindegewebstumor-)Anteil. Letzterer entspricht für sich genommen meist einem malignen fibrösen Histiozytom oder Fibrosarkom. Der gliale Anteil ist in der Regel GFAP-positiv, der sarkomatöse Anteil exprimiert kein GFAP.

## Genetik
Wahrscheinlich sind die sarkom-artigen Tumorbestandteile durch mesenchymale Transdifferenzierung einzelner Gliomzellen entstanden. Die molekulargenetischen Veränderungen sind ähnlich wie bei Glioblastomen (Verlust des Chromosoms 10, Mutationen in den Genen TP53, PTEN, CDKN2A/p16 und weiteren) Im Gegensatz zum gewöhnlichen Glioblastom ist die Rate an EGFR-Amplifikationen allerdings deutlich niedriger. Die genetischen Veränderungen sind in der gliomatöse und sarkomatöse Komponente die Gleichen, so dass man von einem monoklonalen Ursprung des Gliosarkoms ausgeht.

## Klinik
Die klinischen Erscheinungen sowie diagnostischen und therapeutischen Prinzipien entsprechen denen des Glioblastoms.

## Prognose
Während eine erste Studie einen geringgradig besseren Verlauf von Patienten mit einem Gliosarkom im Vergleich zu Patienten mit einem Glioblastom implizierte, konnten folgende größere Studien keine wesentliche prognostische Differenz zwischen beiden Tumorentitäten aufzeigen.